# Amyciaea lineatipes
Amyciaea lineatipes là một loài nhện trong họ Thomisidae.
Loài này thuộc chi Amyciaea. Amyciaea lineatipes được Octavius Pickard-Cambridge miêu tả năm 1901.